# Raymond Renaud
Raymond Renaud, né le 25 octobre 1941 dans le hameau des Chapins (Saint-Crépin) dans le département des Hautes-Alpes, en France, est alpiniste, guide de haute montagne, moniteur de ski, et professeur émérite à l’Ecole nationale du ski et d’alpinisme (ENSA) de Chamonix. Il a été formateur au centre régional et européen du tourisme (CRET). Il a réalisé de nombreuses premières et a aussi fait partie et organisé plusieurs expéditions en Himalaya.

## Biographie
Raymond Renaud est élevé par sa grand-mère, puis, à l’adolescence, il est recueilli par des familles briançonnaises où il grandit. Tout en travaillant en tant qu’apprenti charcutier, il découvre l’escalade sous l’égide de Georges Rapin. Très rapidement, et ce malgré un handicap de naissance lié à des mains et des pieds palmés (il subira plusieurs interventions chirurgicales) qui ne l’avantage pas dans l’escalade, il est remarqué pour son aisance sur le rocher. En 1957, à 16 ans, il réalise la traversée de la Meije. En 1958, il réalise la directe sud de la Meije (la voie Pierre Allain) avec Raymond Ginel. Durant cette période il réalise aussi une dizaine de premières ascensions dans le massif des Cerces. En 1961, il sort major du stage d’aspirant guide de l’ENSA et est aussi major de sa promotion en 1965. Armand Charlet dira de lui : « des Raymond Renaud, il n’y en a qu’un par génération ».
Toujours avec Raymond Ginel, il ouvre la directissime de la face nord de la Meije en 1962 qu’il répètera en solo à l’automne 1969 en quatre jours. Renaud devient le spécialiste de la Meije ; une montagne qui, selon ses dires, lui donne tant. Gaston Rébuffat inscrit la face nord directe de la Meije (voie « Ginel-Renaud ») comme la centième et plus belle course du massif des Écrins. Ainsi, Ulysse Lefebvre écrit : « Comment parler de la Meije sans parler de Raymond Renaud, lui qui utilise volontiers le possessif pour parler de cette montagne qu’il a tant parcourue ! »
Dans les années 1970 et 1980, il se tourne vers l’Himalaya. En Novembre 1972, il réalise la première de la face sud du Pumori avec Yves Pollet-Villard (chef d’expédition), Yvon Masino, Pierre Blanc, Jean Coudray, et Maurice Gicquel. Il fait l’ascension de la Nanda Devi en 1975, réalise la première du Pilier Nord de l’Ama Dablam en 1979, le pilier ouest du Dhaulagiri en 1980, et le Makalu en 1986. En 1983 il est conseiller technique du réalisateur Bernard Choquet pour son film Gaspard de la Meije, ainsi que la doublure de Roger Jendly qui joue le rôle de Pierre Gaspard.
Après de sérieux problèmes de santé, il renonce à l’himalayisme et devient réalisateur-conférencier à partir de 1988 pour Connaissance du Monde. Amoureux du peuple Sherpa, il décide de consacrer ses moyens pour mieux le faire connaitre. Son premier film, Les Princes de l’Himalaya, qui porte sur le sujet est salué par la critique. Il s'intéresse aussi au Tibet et réalise un documentaire, Tibet, hommage au peuple tibétain. L'idée était née lors de l'ascension du Pumori avec son ami tibétain Ang Temba. Le film montre les difficultés du pays et de son peuple mais aussi la beauté extraordinaire de ses montagnes. Bien que Raymond Renaud ne soit plus à la tribune de Connaissance du Monde depuis 2006, il continue aujourd’hui son activité de conférencier et présente ses films en France et ailleurs.
En 2016, il lance l'association Raymond Renaud Népal, qui a pour but de réaliser la construction d’un refuge antisismique au Népal afin de remplacer la maison de Lakpa Norbu un sherpa connu de Pengboché.

## Réalisations principales
- 1958 : Face sud directe de la Meije
- 1962 : Face nord directe de la Meije (première)
- 1964 : Face sud du mont Brison - voie « Renaud » (première)
- 1969 : Face nord directe de la Meije en solitaire (première)
- 1969 : Arête de Coste Rouge à l'Ailefroide en solitaire (première)
- 1972 : Face sud du Pumori (première)
- 1974 : Pilier nord du Freney (ou pilier Gervasutti) en hivernale (première)
- 1975 : Kangchung
- 1975 : Nanda Devi
- 1978 : Pilier du Djebel Misht (première)
- 1979 : Face nord de l’Ama Dablam (première)
- 1980 : Pilier ouest du Dhaulagiri
- 1983 : Face ouest de l’Alpamayo
- 1984 : Nuptse
- 1986 : Makalu

## Œuvres

### Films et documentaires
- Pumori (1972)
- Nanda Dévi (1975)
- Ama Dablam (1979)

En tant que réalisateur :
- Les Princes de l’Himalaya
- Tibet, hommage au peuple tibétain (coréalisé avec François Amado)
- Vivre intensément

### Écrits
- Raymond Renaud, Le monde d'en haut, publié à compte d'auteur en 2009, seconde édition en 2013.